# 固軍壩起義指揮部舊址
固軍壩起義指揮部舊址位於四川省達州市萬源市，文物遺址年代判定為1929年。2007年6月1日公佈為四川省第七批文物保護單位。